# Hanokage
Hanokage，日本漫畫家。出身於群馬縣。

## 簡介
主要在ASCII Media Works等發行的雜誌發表4格漫畫、官方同人漫畫。2011年由芳文社出版的漫畫版《魔法少女小圓》是Hanokage當上漫畫家的出道作。

## 人物
Hanokage曾在自己的個人網站日記（2010年12月27日）表示玩過《沙耶之歌》以來是虛淵玄的粉絲。

## 作品列表
全由芳文社（〈Manga Time KR Comics〉刊）發行。
- 魔法少女小圓（負責繪製全篇的官方同人漫畫，全3冊）
- 魔法少女小圓 ～The different story～（負責繪製全篇的官方同人漫畫，全3冊）
- 魔法少女小圓［魔獸篇］（負責繪製全篇的官方同人漫畫，全3冊）
- Cosmo Familia*（日语：コスモファミリア*）（《Manga Time Kirara Forward》2018年1月號－連載中，已發行1冊）

## 遊戲
- 魔法紀錄 魔法少女小圓外傳（2017年－2018年）
  - 人物設定（相野美都、伊吹麗良、桑水清佳）
  - 部分記憶結晶插圖畫家

## 插圖

### 電視動畫
- 純白交響曲 -The color of lovers-（第1話片尾插圖）
- 櫻Trick（第10話片尾插圖）
- 幸腹塗鴉（第8話片尾插圖）
- Anne Happy♪（第10話片尾插圖）

### 其它
- 火焰之纹章 覺醒 4格KINGS

## 來源
1. ↑  出自Hanokage的官方個人網站的自我介紹。

## 外部連結
- （日語）－Hanokage的官方個人網站。
- Hanokage的X（前Twitter） （日語）
- Hanokage的pixiv （日語）